# جیبیر کازمالاری
جیبیر کازمالاری (به لاتین: Dzhibir-Kazmalary) یک منطقه مسکونی در جمهوری آذربایجان است که در شهرستان قوسار واقع شده‌است.